# Francesco Spirito (1842-1914)
Francesco Spirito (San Mango Piemonte, 10 giugno 1842 – Napoli, 10 gennaio 1914) è stato un avvocato, patriota e politico italiano.

## Biografia
Nato nel Principato Citra, partecipò all'impresa garibaldina nel 1860, combattendo in Sicilia, e per la presa di Capua, che gli valse la conquista sul campo dei galloni di caporale.
Fu, successivamente, assessore al comune di Napoli, a partire dal 1883, e quindi deputato al Parlamento Italiano, per sette legislature, fino a 1913.
La figura del giurista e patriota, strenuo difensore dei bisogni del Meridione, è oggi ricordata in numerosi scritti, e un busto di Francesco Spirito occupa un posto d'onore nel Salone dei Busti, presso il palazzo di Castelcapuano, sede del Tribunale e della Corte di Appello di Napoli.